# Kōichi Hirono
Kōichi Hirono (japanisch 広野 耕一 Hirono Kōichi; * 16. April 1980 in der Präfektur Nara) ist ein ehemaliger japanischer Fußballspieler.

## Karriere
Hirono erlernte das Fußballspielen in der Schulmannschaft der Nara Ikuei High School und der Universitätsmannschaft der Aichi-Gakuin-Universität. Seinen ersten Vertrag unterschrieb er 2003 bei den Takada FC. Im Mai 2003 wechselte er zum Erstligisten Nagoya Grampus. 2006 wurde er an den Zweitligisten Yokohama FC ausgeliehen. 2007 kehrte er zu Nagoya Grampus zurück. Für den Verein absolvierte er sechs Erstligaspiele. 2009 erreichte er das Finale des Kaiserpokal. Ende 2009 beendete er seine Karriere als Fußballspieler.

## Erfolge
Nagoya Grampus
- Kaiserpokal

Finalist: 2009